# Ester Ringnér-Lundgren
Ester Ringnér-Lundgren (4. oktober 1907 i Norrköping – 26. juli 1993) var en svensk forfatter. Pseudonym Merri Vik for bøgerne om Lotte (original Lotta). Alle titler på svenska artikeln om Lotta.

## Bøger
- Selvfølgelig, Lotte 1973 (Det är Lotta, förstås! 1958)
- Lottes store plan 1973 (Ja, se Lotta 1959)
- Lotte ligner sig selv 1974 (Lotta är sig lik 1959)
- Tag dig sammen, Lotte! 1974 (Skärp dig Lotta! 1960)